# 1929
1929 (MCMXXIX) fue un año común comenzado en martes, según el calendario gregoriano.
Este año marcó el final de un período conocido en la historia estadounidense como los felices años veinte después de que el desplome financiero de Wall Street dio paso a una Gran Depresión a nivel mundial. En América, se negoció un acuerdo para poner fin a la Guerra Cristera, una contrarrevolución católica en México. La 1.ª edición de los Premios Óscar de cine se llevaron a cabo en Los Ángeles, mientras que el Museo de Arte Moderno abrió sus puertas en la ciudad de Nueva York. Se crea la Fuerza Aérea del Perú.
En Asia, la República de China y la Unión Soviética se involucraron en un conflicto menor después de que los chinos tomaran el control total del Ferrocarril Transmanchuriano, que terminó con la reanudación de la administración conjunta. En la Unión Soviética, el secretario general Iósif Stalin expulsó a León Trotski y adoptó una política de colectivización. El Grand Trunk Express comenzó a operar en India. Los disturbios entre musulmanes y judíos en Jerusalén por el acceso al Muro Occidental tuvieron lugar en el Medio Oriente. Se celebró el centenario de Australia Occidental. La guerra civil afgana, que comenzó en noviembre del año anterior, continuó hasta octubre.
El Pacto Briand-Kellogg, un tratado que renunciaba a la guerra como instrumento de política nacional, entró en vigor. En Europa, la Santa Sede y el Reino de Italia firmaron el Tratado de Letrán . La ley Idionymon se aprobó en Grecia para prohibir la disidencia política. España acogió la Exposición Iberoamericana que contó con pabellones de países latinoamericanos. El dirigible alemán LZ 127 Graf Zeppelin dio la vuelta al mundo en 21 días.

## Acontecimientos

### Enero
- 1 de enero: en Nicaragua, José María Moncada, del Partido Liberal, asume la presidencia.
- 6 de enero: en Yugoslavia Alejandro I instaura la dictadura en el país tras suspender la constitución y disolver la Asamblea Nacional.
- 7 de enero: en los Estados Unidos aparece Tarzán (de Harold Foster), una de las primeras historietas de aventuras.
- 8 de enero: en Nicaragua se retiran las fuerzas estadounidenses de ocupación.
- 10 de enero: 
  - En México es asesinado misteriosamente el estudiante cubano Julio Antonio Mella, uno de los líderes comunistas de su país.[1]
  - En el diario Le XXme Siecle (Bélgica) se empieza a publicar la historieta «Tintín en el país de los Soviets, primera en la que aparece Tintín, creado por Hergé.
- 17 de enero: en los Estados Unidos, en la edición del The New York Evening Journal aparece por primera vez una tira cómica de Popeye (del cómic King Features).
- 17 de enero: en la ciudad venezolana de Cumaná se registra un terremoto de 6,9 que produce un tsunami que deja entre 200 y 1.600 fallecidos.
- 17 de enero: en Afganistán, el líder rebelde Habibulá Kalakani se hace con el control de Kabul, autoproclamandose rey del país, destituyendo al anterior rey Amanulá Khan y a su hermano Inayatulá Khan, que le había sucedido 3 días atrás.[2]
- 25 de enero: se celebra por primera vez el concurso de Miss España, siendo la primera ganadora Pepita Samper.[3]
- 29 de enero: golpe de Estado en España, el expolítico José Sánchez Guerra inicia el golpe el Valencia con la intención de extenderlo a toda España, pero fracasa en todas las ciudades excepto en Ciudad Real, ciudad que se acabará rindiendo poco después.[4]

### Febrero
- 5 de febrero: en Montjuich (Barcelona) se descubre una necrópolis ibérica.
- 9 de febrero: 
  - La Unión Soviética, Rumanía, Polonia, Letonia y Estonia conciertan pactos de no agresión.
  - 9 de febrero: en México es ejecutado José de León Toral, asesino del presidente Obregón.[1]
- 10 de febrero:Se disputa la primera jornada de la primera liga española de fútbol.
- 11 de febrero: 
  - En la Unión Soviética se implanta la jornada laboral de siete horas.
  - Pacto de Letrán entre la Santa Sede e Italia, por el que se crea la Ciudad del Vaticano.
- 13 de febrero: en Venezuela atentan contra el presidente venezolano Juan Vicente Gómez.
- 14 de febrero: 
  - En Chicago sucede la matanza de San Valentín, ordenada por Al Capone contra una banda rival.
  - En Múnich (Alemania) las autoridades locales prohíben que Joséphine Baker se presente en escena por indecencia pública.
- 15 de febrero: 
  - En los Estados Unidos se estrena la película La venenosa, interpretada por Raquel Meller, Warwich Ward y Georges Marck.
  - En Alemania la cifra de desempleados se incrementa hasta los 3.200.000.
- 18 de febrero: Trotski solicita asilo político a Francia y Alemania, ya que su permiso de estancia en Turquía caducará el 1 de mayo.
- 21 de febrero: el gobierno francés niega el asilo político a León Trotski.
- 21 de febrero: en China, el general Zhang Zongchang se rebela contra el gobierno de Chiang Kai-shek.[5][6]
- 22 de febrero: 
  - En Nueva York, el boxeador español Paulino Uzcudun vence a Cayo O. Christner.
  - En Venezuela el general Emilio Arévalo Cedeño realiza un golpe de Estado.

### Marzo
- 3 de marzo: En México estalla la Rebelión escobarista, dirigida por el general José Gonzalo Escobar con el objetivo de derrocar al presidente Emilio Portes Gil.[7]
- 4 de marzo: 
  - En los Estados Unidos, el republicano Herbert Hoover toma posesión como presidente.
  - En México se funda el Partido Nacional Revolucionario (PNR) por Plutarco Elías Calles, antecesor del actual Partido Revolucionario Institucional (PRI), se nombra a Pascual Ortiz Rubio como su primer candidato presidencial.[8]
- 7 de marzo: La Federación Universitaria Escolar inicia en España una importante huelga universitaria, la más importante de la dictadura de Miguel Primo de Rivera contra el dictador y su ministro Eduardo Callejo de la Cuesta. El gobierno expulsa al líder Antoni Maria Sbert de la universidad, lo que empeora mucho la situación.
- 7 de marzo: En Reino Unido es arrestado uno de los principales líderes del partido fascista británico,[9] el coronel Victor Barker.[10] La sorpresa llegó al descubrir que el citado coronel era en realidad una mujer disfrazada de hombre, dejando en shock a toda la sociedad y prensa británica.[11]
- 9 de marzo: Un terremoto de 7,1 sacude Nueva Zelanda.
- 23 de marzo: en Santa Fe (Argentina), el río Paraná alcanza los 6,55 metros de altura, e inunda la ciudad.
- 24 de marzo: se celebran elecciones en Italia con un sistema de plebiscito de único partido. El 98.4% voto a favor de Benito Mussolini.

### Abril
- 1 de abril: en México prosiguen los combates entre las tropas federales del presidente Emilio Portes Gil y las del general rebelde Escobar.
- 7 de abril: en España, Armando Cotarelo toma posesión del cargo de académico regional de la Real Academia Española.
- 11 de abril: en Chile se fusiona el Cuerpo de Gendarmería de Prisiones y el Cuerpo de Carabineros denominándose Carabineros de Prisiones.
- 21 de abril: en la ciudad de Huelva se inaugura el monumento a Colón, diseñado por la escultora Gertrude Vanderbilt Whitney y donado por Estados Unidos.
- 24 de abril: en Dinamarca se celebran elecciones generales, con victoria del Partido socialdemócrata, volviendo por tanto Thorvald Stauning a la presidencia, con el apoyo del Partido socioliberal.
- 28 de abril: en Ecuador se funda el Club Sport Emelec.

### Mayo
- 1 de mayo: se crea el arzobispado de Asunción.
  - en Irán se registra un terremoto de 7,2 que deja 3.800 muertos.
  - en Berlín organizaciones comunistas provocan varios disturbios violentos con motivo del día del trabajador, estos disturbios duran por dos días, provocando 33 muertos y más de 200 heridos.[12][13]
- 6 de mayo: en Kaunas, intento de asesinato del primer ministro lituano Augustinas Voldemaras. El presidente sobrevive, pero muere su ayudante.[14]
- 9 de mayo: en España se inaugura la Exposición Iberoamericana de Sevilla.
- 13 de mayo: tiene lugar la Conferencia de Atlantic City, donde los principales líderes del crimen organizado de los Estados Unidos se reúnen por primera vez en la historia para organizar su negocio y reducir la violencia entre ellos. El anfitrión fue el conocido tesorero de la ciudad Enoch L. Johnson.
- 15 de mayo: en Cleveland tiene lugar un grave incendio en un hospital, causando 123 muertos y otros tantos heridos.[15][16]
- 16 de mayo: en Estados Unidos se realiza la primera ceremonia de entrega de los premios Óscar.
- 17 de mayo: en Barcelona (España) se celebra el congreso de la FIFA, donde se estudia el proyecto de realizar un campeonato mundial.
- 18 de mayo: en Turquía, un terremoto de 6,3 sacude la provincia de Sivas dejando 64 muertos y 72 heridos.
- 20 de mayo: se inaugura la Exposición Internacional de Barcelona.
- 27 de mayo: en Harbin las autoridades chinas asaltan el consulado soviético, provocando un grave conflicto entre los dos países que terminaría en guerra.[17]
- 30 de mayo: Elecciones en el Reino Unido, el Partido Laborista gana las elecciones pero no obtiene mayoría absoluta. Ramsay MacDonald forma un gobierno laborista en minoría.

### Junio
- 3 de junio: en Lima, Chile y Perú firman un Tratado de Lima.
- 7 de junio: en París, tras largas negociaciones, se crea el Plan Young como medio de pago de las reparaciones Alemanas de la Primera Guerra Mundial, sustituyendo al obsoleto Plan Dawes.[18]
- 8 de junio: en Curazao, rebeldes venezolanos contrarios al gobierno de Juan Vicente Gómez invaden parte de la isla para aprovisionarse y a continuación invadir Venezuela, provocando un grave incidente con los Países Bajos. Finalmente los rebeldes son derrotados en La Vela de Coro.[19][20]
- 13 de junio: Tres aviadores (Assolant, Lefévre y Lotti) son los primeros franceses en cruzar el Atlántico desde Nueva York a bordo del Oiseau Canari. Fue el primer vuelo en alojar un polizón a bordo. El avión estaba previsto que aterrizara en París, pero finalmente lo hizo en Cantabria.[21]
- 17 de junio: Un terremoto de 7,8 sacude Nueva Zelanda dejando un saldo de 17 muertos.
- 21 de junio: Tras acuerdos entre la Iglesia católica y el Gobierno de México, llega a su fin la Guerra Cristera, tras tres años de luchas violentas constantes.
- 22 de junio: El hidroavion Numancia, pilotado por Ramón Franco, Julio Ruiz de Alda, Pablo Rada y Eduardo González-Gallarza, en destino a América, se ve obligado a amerizar cerca de las Azores, estando perdido varios días a flote en el atlántico hasta poder ser rescatados.[22]

### Julio
- 2 de julio: en Japón, los militares fuerzan la renuncia del primer ministro Tanaka Giichi, al pretender este castigar a los responsables del asesinato de Zhang Zuolin.[23]
- 5 de julio: en España se presenta el Proyecto de Constitución de 1929, que nunca llegará a ser aprobado.[24]
- 9 de julio: se hunde el submarino británico HMS H47 tras una colisión, muriendo 21 de sus 24 tripulantes.[25]
- 10 de julio: la Universidad de México obtiene su autonomía, y se convierte en la Universidad Nacional Autónoma de México.[26]
- 27 de julio: en París, en medio de gran polémica y protestas, con el primer ministro Raymond Poincaré ausente por enfermedad, siendo sustituido por su compañero Aristide Briand, el parlamento francés aprueba la ratificación de los tratados de pago de las deudas de guerra con los EEUU y Reino Unido.[27] Acto seguido, Poincaré presenta su dimisión, siendo reemplazado por el propio Briand.[28]

### Agosto
- 11 de agosto: 
  - Se publica en Madrid la novela Doña Bárbara, del escritor venezolano Rómulo Gallegos.
  - Expedición del Falke, operación militar en Cumaná, Venezuela, organizada por exiliados venezolanos en Europa y dirigida por el general Román Delgado Chalbaud  que tenía como objetivo invadir Venezuela y provocar una rebelión contra el dictador Juan Vicente Gómez. La operación tuvo como resultado el fracaso de la expedición.[29]
- 14 de agosto: Se inician las hostilidades entre China y Unión Soviética en la frontera de Manchuria después de más de un mes de tensión y pequeñas escaramuzas, en lo que se conoce como Conflicto sino-soviético.[30]
- 21 de agosto: El pintor mexicano Diego Rivera, a sus 42 años, se casa con la también reconocida pintora Frida Kahlo. Una de las parejas más emblemáticas y tormentosas del siglo XX. "Un matrimonio entre un elefante y una paloma"
- 23 de agosto: Graves disturbios en Palestina entre judíos y musulmanes, produciéndose más de 200 muertos y más de 500 heridos.[31]
- 28 de agosto: la ciudad de Tacna, invadida por Chile desde la guerra del Pacífico, regresa oficialmente al Perú.
- 29 de agosto: el dirigible alemán "Graf Zeppelin LZ 127" completa su primer vuelo alrededor del mundo.
- 31 de agosto: Termina la conferencia de La Haya sobre las reparaciones de guerra con la adopción del Plan Young.

### Septiembre
- 1 de septiembre: en Berlín (Alemania), atentan con bombas contra el edificio del Reichstag.
- 5 de septiembre: 
  - Aristide Briand, jefe del Gobierno francés, propone en la asamblea de la Sociedad de Naciones la constitución de los Estados Unidos de Europa.
  - Primera emisión de HJN, primera radio de Colombia.
- 12 de septiembre: 
  - en Paraguay el gobierno ordena el estado de sitio a causa del surgimiento de un movimiento comunista.
  - Benito Mussolini renuncia a todas sus carteras ministeriales excepto interior, ascendiendo a ministros a los respectivos subsecretarios de cada cartera. Dino Grandi, Italo Balbo, Emilio De Bono son ascendidos a ministros del reino.[32]
- 25 de septiembre:grave crisis en Austria. El canciller Ernst Streeruwitz dimite ante el temor de una guerra civil entre las organizaciones fascistas Heimwehr y socialistas Republikanischer Schutzbund. Es elegido nuevo canciller Johann Schober.[33]
- 29 de septiembre: en Paraguay el expresidente Eligio Ayala renuncia al Partido Liberal.

### Octubre
- 3 de octubre: en Madrid en el Palacio de la Música tiene lugar la presentación de la película estadounidense 'La canción de París',[34] protagonizada por el famoso cantante y actor francés Maurice Chevalier, siendo la primera película sonora en ser extrenada en España.[35]
- 4 de octubre: 
  - El primer ministro británico Ramsay MacDonald visita los Estados Unidos, en lo que es la primera visita de un primer ministro británico a su antigua colonia.[36]
  - Deja oficialmente de existir el Reino de los Serbios, Croatas y Eslovenos, y pasa a llamarse Reino de Yugoslavia.[37]
- 10 de octubre: termina la guerra civil en Afganistán[38] con la toma de Kabul por las tropas de Mohamed Nadir Shah, que rechaza devolver el trono al antiguo rey Amanulá Khan y se proclama el mismo rey. El usurpador Habibulá Kalakani es capturado.[39]
- 12 de octubre: El Partido Laborista gana las elecciones en Australia, James Scullin es elegido nuevo primer ministro.
- 24 de octubre: 
  - En Nueva York sucede el Jueves Negro (la caída de la Bolsa de Nueva York), marca el inicio de la Gran Depresión (crack del 29).
  - Durante la ocupación estadounidense de Filipinas, la provincia de Misamis fue dividida en dos provincias, a saber, Misamis Oriental y Misamis Occidental.
  - En Bruselas, el estudiante italiano Fernando De Rosa Lenccini intenta asesinar al príncipe Humberto de Italia, pero éste sale ileso.[40]
  - El ex-secretario de interior de los Estados Unidos Albert B. Fall[41] es condenado a prisión por su participación en el Escándalo del Teapot Dome, siendo el primer exministro de los EEUU en ir a la cárcel.[42]

### Noviembre
- 1 de noviembre: en Argentina Comienza la 12.ª edición de Copa América.
- 2 de noviembre: el líder nacionalista alemán Alfred Hugenberg consigue más de 4 millones de firmas, más del 10% necesario, para forzar al gobierno a la realización de un referéndum para rechazar el Plan Young.[43]
- 10 de noviembre: en Mendoza (Argentina) es asesinado a tiros durante un mitin el líder de la Unión Cívica Radical Lencinista Carlos Washington Lencinas.[44]
- 15 de noviembre: en Düsseldorf se desata una ola de pánico al descubrirse un asesinato con descuartizamiento de una nueva víctima de un misterioso asesino al que la prensa atribuye el nombre de Vampiro de Düsseldorf, gracias a una carta escrita por él mismo.[45]
- 17 de noviembre: en Buenos Aires (Argentina) Finaliza la Copa América y Argentina gana su Cuarta Copa América.
- 17 de noviembre: se celebran elecciones en México, el cadidato oficial Pascual Ortiz Rubio gana con un 93% de los votos. Las elecciones fueron especialmente violentas y son ampliamente consideradas un fraude, como denunció el candidato opositor José Vasconcelos por el resto de su vida.[46]
- 18 de noviembre: frente a la costa sur de Terranova se registra un terremoto de 7,2 y un tsunami que dejan 28 muertos.
- 22 de noviembre: el político español José Sánchez Guerra es absuelto de la causa contra el por el golpe de Estado que él mismo lideró en enero, y por tanto puesto en libertad. Esta sentencia fue vista como una falta de apoyo por parte de jueces y militares al dictador Miguel Primo de Rivera, que veía seriamente peligrar su posición.[47][48]
- 30 de noviembre: el ejército francés evacua la segunda zona de la Renania ocupada[49] alrededor de la ciudad de Coblenza.[50]

### Diciembre
- 5 de diciembre: en la Unión Soviética se establece la República Socialista Soviética de Tayikistán.
- 6 de diciembre: en Haití, país que se encuentra ocupado por los Estados Unidos desde 1915, tiene lugar una matanza[51] por parte de estos ocupantes contra la población local que protestaba contra la ocupación.[52]
- 14 de diciembre: dimite el presidente de Grecia Pavlos Kountouriotis por problemas de salud. El veterano político Alexandros Zaimis es elegido nuevo presidente de la república.[53]
- 22 de diciembre: 
  - En Alemania fracasa el plebiscito organizado por la extrema derecha contra el plan Young.
  - Alexander Fleming descubre la penicilina.
  - Finaliza la guerra chino-soviética con la firma de un tratado entre ambas partes. China devuelve a la URSS el control sobre el ferrocarril de Manchuria, origen del conflicto.
- 24 de diciembre: 
  - En México se crea la Acción Católica Mexicana.
  - En Buenos Aires un anarquista dispara contra el presidente de Argentina, Hipólito Yrigoyen, pero es abatido por la policía y el presidente sale ileso.[54]
- 31 de diciembre: 
  - En la India, el Congreso Nacional, inspirado por Gandhi, se declara a favor de la completa independencia de la India.
  - En Buenos Aires (Argentina), Raquel Líberman (1900-1935), mujer rusa víctima de trata, denuncia a la organización judíopolaca Tsvi Migdal y logra desarticularla.

## Nacimientos

### Enero
- 2 de enero: Chacho Muller, compositor e intérprete folclórico argentino (f. 2000).
- 3 de enero: 
  - Sergio Leone, cineasta italiano (f. 1989).
  - Ernst Mahle, compositor brasileño.
  - Gordon E. Moore, cofundador de Intel.(f. 2023).
- 5 de enero: Wilbert Harrison, cantante estadounidense de rhythm and blues (f. 1994).
- 9 de enero: Dorothea Puente, asesina en serie estadounidense (f. 2011).

- 15 de enero:

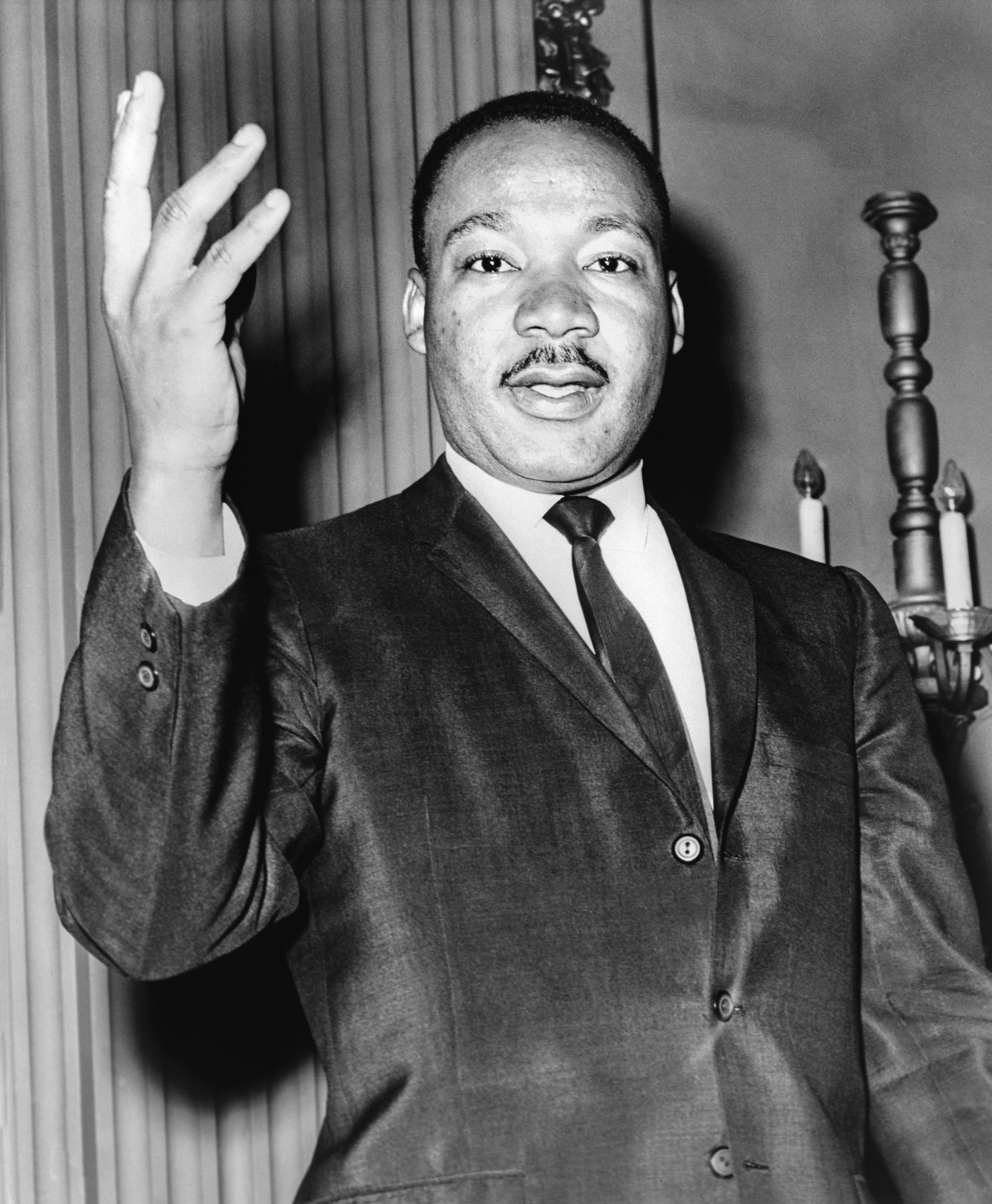
Martin Luther King

  - Martin Luther King, activista estadounidense (f. 1968).
  - Prakasanand Sárasuati, gurú, suami y pedófilo indio, creador de la secta Barsana Dham en Estados Unidos.
- 19 de enero: Antoni Gutiérrez, político español (f. 2006).
- 25 de enero: Rafael Pi Belda, escultor español (f. 2012).
- 28 de enero: Claes Oldenburg, artista sueco y estadounidense (f. 2022).
- 29 de enero: Jerry Hoyt, piloto de automovilismo estadounidense (f. 1955).
- 30 de enero: Isamu Akasaki, científico japonés (f. 2021).
- 31 de enero: Jean Simmons, actriz británica (f. 2010).

### Febrero
- 3 de febrero: Evaristo Márquez Contreras, escultor español (f. 1996).
- 7 de febrero: Alma Rosa Aguirre, actriz mexicana.(f.2025)
- 11 de febrero: Pere Portabella, cineasta y productor español.
- 14 de febrero: Vic Morrow, actor estadounidense (f. 1982).
- 15 de febrero: Graham Hill, piloto británico de Fórmula 1 (f. 1975).
- 16 de febrero: Gerhard Hanappi, futbolista austriaco (f. 1980).
- 17 de febrero: 
  - Javier Domínguez Martín-Sánchez, religioso y escritor español.
  - Rómulo Caicedo, cantautor colombiano de música popular (f. 2007).
- 21 de febrero: Roberto Gómez Bolaños, actor y cineasta mexicano (f. 2014).
- 22 de febrero: James Hong, actor estadounidense.
- 23 de febrero: Queta Lavat, actriz mexicana (f. 2023).
- 24 de febrero: Zdzisław Beksiński, pintor y artista gráfico polaco.
- 27 de febrero: 
  - Floria Bloise, actriz argentina (f. 2012).
  - Pedro León Zapata, pintor, escritor, caricaturista y humorista venezolano (f. 2015).
  - Djalma Santos, futbolista brasileño (f. 2013).
- 28 de febrero: Frank Gehry, arquitecto estadounidense de origen canadiense.

### Marzo
- 5 de marzo: J. B. Lenoir, cantante y guitarrista estadounidense de blues (f. 1967).
- 9 de marzo: Desmond Hoyte, político guyanés, primer ministro entre 1984 y 1985, y presidente entre 1985 y 1992 (f. 2002).
- 8 de marzo: Hebe Camargo, presentadora de televisión, cantante y actriz brasileña (f. 2012).
- 9 de marzo: 
  - Zillur Rahman, presidente bangladesí (f. 2013).
  - Rubén Yáñez, actor, director teatral y profesor uruguayo (f. 2015).
- 11 de marzo: Ubaldo de Lío, guitarrista y compositor argentino de tango (f. 2012).
- 13 de marzo: Thea Segall, fotógrafa rumana residenciada en Venezuela (f. 2009).
- 20 de marzo: 
  - Jolly Land, cantante argentina (f. 2008).
  - Germán Robles, actor mexicano de origen español (f. 2015).
- 24 de marzo: Ángela Gurría, escultora mexicana (f. 2024).
- 28 de marzo: Paul England, piloto de automovilismo australiano (f. 2014).
- 29 de marzo:
  - Richard Lewontin, biólogo y genetista estadounidense (f. 2021).
  - U Win Tin, periodista y político birmano (f. 2014).
- 31 de marzo: Gene Puerling, arreglista vocal y cantante estadounidense (n. 2008).

### Abril
- 1 de abril: Milan Kundera, escritor checoslovaco (f. 2023).
- 6 de abril: André Previn, músico estadounidense (f. 2019).
- 8 de abril: Walter Berry, bajo-barítono austriaco (f. 2000).
- 9 de abril: Manuel Jiménez de Parga, ministro y presidente del Tribunal Constitucional (f. 2014).
- 10 de abril: Mike Hawthorn, piloto británico de automovilismo (f. 1959).
- 14 de abril: Chadli Bendjedid, presidente argelino (f. 2012).
- 17 de abril: James Last, músico alemán (f. 2015).
- 22 de abril: Guillermo Cabrera Infante, escritor y guionista cubano (f. 2005).
- 25 de abril: José Ángel Valente, poeta español (f. 2000).
- 28 de abril: Evangelina Elizondo, actriz mexicana (f. 2017).

### Mayo
- 1 de mayo: Ralf Dahrendorf, escritor, crítico y político germano-británico (f. 2009).
- 4 de mayo: 
  - Manuel Contreras, militar y criminal chileno (f. 2015).
  - Audrey Hepburn, actriz británica (f. 1993).
- 5 de mayo: Ilene Woods, actriz estadounidense (f. 2010).
- 8 de mayo: 
  - Girija Devi, cantante india (f. 2017).
  - Miyoshi Umeki, actriz y cantante japonesa (f. 2007).
- 12 de mayo: Sam Nujoma, político namibio.(f 2025)
- 17 de mayo: 
  - Mélida Anaya Montes, política y guerrillera salvadoreña (f. 1983).
  - Piet Wijn, historietista neerlandés (f. 2010).
- 19 de mayo: Estela Raval, cantante argentina (f. 2012).
- 30 de mayo: Nélida Roca, actriz y vedette argentina (f. 1999).
- 31 de mayo: Jorge Ricardo Masetti, guerrillero y periodista argentino (f. 1964).

### Junio
- 4 de junio: Karolos Papulias, presidente griego (f. 2021).
- 6 de junio: Jorge Villamil, compositor colombiano (f. 2010).
- 7 de junio: John Napier Turner, primer ministro canadiense (f. 2020).
- 9 de junio: Oscar Núñez, actor y director teatral argentino (f. 2012).
- 11 de junio: Antonio Pujia, escultor argentino (f. 2018).
- 12 de junio: Ana Frank, escritora alemana (f. 1945).
- 13 de junio: 
  - Paco Camoiras, actor español (f. 2018).
  - Harry Blanchard, piloto de automovilismo estadounidense (f. 1960).
- 17 de junio: Tigran Petrosian, ajedrecista armenio (f. 1984).
- 18 de junio: Jürgen Habermas, sociólogo alemán.
- 21 de junio: Chela Castro, actriz argentina (f. 2014).
- 23 de junio: 
  - Richard Bach, escritor estadounidense.
  - Mario Ghella, deportista italiano.(f.2020)
- 29 de junio: 
  - Pat Crawford Brown, actriz estadounidense (f. 2019).
  - Oriana Fallaci, escritora y periodista italiana (f. 2006).
- 30 de junio: Eddy Gaytán, acordeonista, compositor, productor musical y arreglista argentino-cubano (f. 1999).

### Julio
- 2 de julio: Imelda Marcos, política filipina, ex primera dama de Filipinas.
- 4 de julio: Darío Castrillón Hoyos, arzobispo colombiano (f. 2018).
- 7 de julio: Rubén Martínez, arquitecto y escultor salvadoreño (f. 2023).
- 9 de julio: 
  - Hassan II, Rey de Marruecos (f. 1999).
  - Isabel Sarli, actriz y vedette argentina (f. 2019).
- 10 de julio: 
  - Chi Haotian, militar y político chino.
  - José Vicente Rangel, político, abogado y periodista venezolano, Vicepresidente de Venezuela entre 2002 y 2007 (f. 2020).

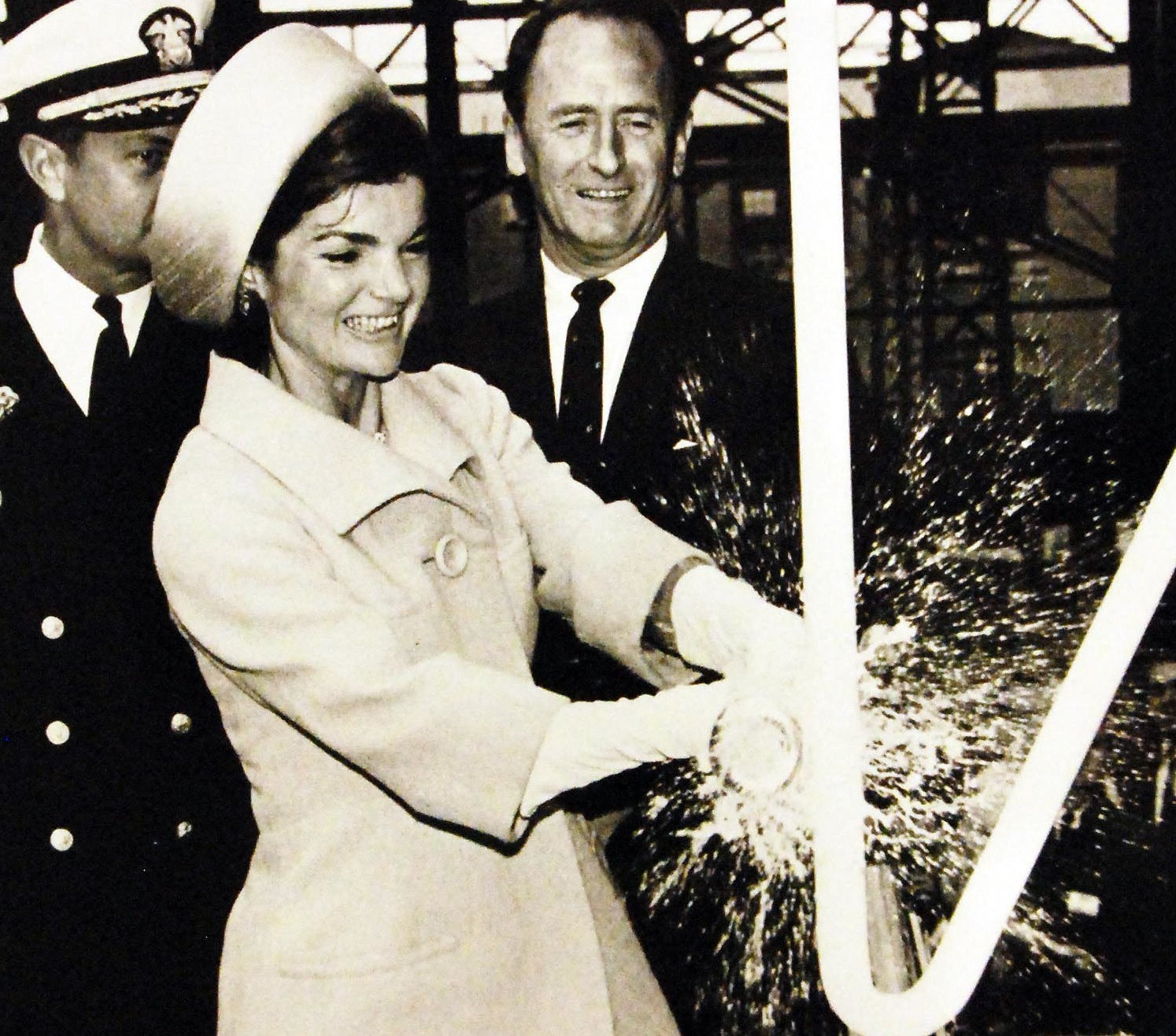
Jacqueline Kennedy Onassis

- 15 de julio: Ian Stewart, piloto de automovilismo británico (f. 2017).
- Jacqu
- 28 de julio: Jacqueline Kennedy Onassis, viuda del presidente estadounidense John F. Kennedy (f. 1994).
- 29 de julio: Mikel Scicluna, luchador profesional maltés (f. 2010).
- 31 de julio: José Santamaría, futbolista uruguayo.

### Agosto
- 1 de agosto: Íñigo Cavero Lataillade, político y jurista español (f. 2002).
- 2 de agosto: José Afonso, compositor y músico portugués (f. 1987).
- 3 de agosto: Leonor Llausás, actriz mexicana (f. 2003).
- 5 de agosto: Abel Aguilar Elizalde, árbitro de fútbol mexicano.
- 7 de agosto: Carlos Martínez Sotomayor, abogado, diplomático y político chileno (f. 2006).
- 8 de agosto: 
  - José Luis Borau, cineasta español y miembro de la Real Academia Española (f. 2012).
  - Josef Suk, violinista checo (f. 2011).
- 9 de agosto: 
  - Hipólito Atilio López, político argentino (f. 1974).
  - Pedro Orgambide, escritor polígrafo y guionista argentino (f. 2003).
- 20 de agosto: Yolanda Mérida, actriz mexicana (f. 2012).
- 23 de agosto: 
  - Zoltán Czibor, futbolista húngaro (f. 1997).
  - Vera Miles, actriz estadounidense.
- 24 de agosto: Yasser Arafat, político palestino (f. 2004).
- 27 de agosto: Ira Levin, escritor estadounidense (f. 2007).
- 29 de agosto: Erwin López Bohórquez, muralista, pintor, escultor y escenógrafo colombiano (f. 2011).
- 31 de agosto: Julio Ramón Ribeyro, escritor peruano (f. 1994).

### Septiembre
- 2 de septiembre: Hal Ashby, cineasta estadounidense (f. 1988).
- 5 de septiembre: Susana Freyre, actriz argentina.
- 5 de septiembre: Bob Newhart, comediante y actor estadounidense conocido por su inexpresividad y tartamudez (f. 2024).
- 7 de septiembre: Félix Ulloa,  ingeniero industrial y académico salvadoreño (f. 1980).
- 10 de septiembre: Arnold Palmer, golfista estadounidense (f. 2016).
- 11 de septiembre: Luis "Camaleón" García, beisbolista venezolano (f. 2014).
- 14 de septiembre: Larry Collins, escritor estadounidense (f. 2005).
- 15 de septiembre: Rosa Helena "La Nena" Jiménez, humorista colombiana (f. 2011).
- 17 de septiembre: Stirling Moss, piloto británico de Fórmula 1 (f. 2020).
- 18 de septiembre: Ismenia Villalba, política venezolana (f. 2009).
- 21 de septiembre: Héctor Alterio, actor argentino nacionalizado español.
- 21 de septiembre: Sándor Kocsis, futbolista húngaro (f. 1979).
- 21 de septiembre: Cipe Lincovsky, actriz argentina (f. 2015).
- 21 de septiembre: Bernard Williams, filósofo británico (f. 2003).

### Octubre
- 5 de octubre: Yuri Artsutánov, ingeniero aeroespacial ruso (f. 2019).
- 9 de octubre: Ana Luisa Peluffo, actriz mexicana.
- 11 de octubre: Luis Banchero Rossi, empresario peruano (f. 1972).
- 13 de octubre: 
  - Paquita Rico, cantante y actriz española (f. 2017).
  - Walasse Ting, pintor chino-estadounidense (f. 2010).
- 14 de octubre: Manuel Váldes, actor y comediante mexicano (f. 2020).
- 16 de octubre: Fernanda Montenegro, actriz brasileña.
- 17 de octubre: Amparo Garrido Arozamena, actriz mexicana.(f.2025)
- 18 de octubre: Violeta Chamorro, política y presidenta nicaragüense entre 1990 y 1997.(f.2025)
- 20 de octubre: 
  - Herminio Iglesias, dirigente y político argentino (f. 2007).
  - Horacio Malvicino, guitarrista argentino (f. 2023).
- 21 de octubre: 
  - Ursula K. Le Guin, escritora estadounidense (f. 2018).
  - Héctor Tizón, escritor argentino (f. 2012).
  - George Stinney, residente de Carolina del Sur, persona más joven sentenciada a muerte en Estados Unidos (f. 1944).
- 22 de octubre: Lev Yashin, futbolista soviético (f. 1990).
- 23 de octubre: Lucho Alarcón, actor chileno (f. 2023).
- 24 de octubre: 
  - Joan Plowright, actriz británica.,(,f.2025)
  - Yordán Radíchkov, escritor búlgaro (f. 2004).
  - Shamsur Rahman, poeta y periodista bangladesí (f. 2006).
- 25 de octubre: Eva Blanco, actriz venezolana.
- 26 de octubre: Cleofé Elsa Calderón, botánica argentina (f. 2007).
- 28 de octubre: Juan Gallardo Muñoz, escritor español (f. 2013).
- 30 de octubre: Eduardo Davidson, cantautor cubano (f. 1994).
- 31 de octubre: 
  - Luis Feito, pintor español (f. 2021).
  - Bud Spencer, actor y nadador italiano (f. 2016).

### Noviembre
- 4 de noviembre: Emilio Aragón Bermúdez (Miliki), payaso español del grupo Gaby Fofo y Miliki (f. 2012).
- 5 de noviembre: Lennart Johansson, dirigente futbolístico sueco (f. 2019).
- 9 de noviembre: Alfonso Cabeza, médico y dirigente futbolístico español.
- 9 de noviembre: Imre Kertész, escritor húngaro (f. 2016).
- 10 de noviembre: Ninon Sevilla, actriz y rumbera cubana (f. 2015).
- 11 de noviembre: Hans Magnus Enzensberger, poeta y ensayista alemán (f. 2022).
- 12 de noviembre: Michael Ende, escritor alemán (f. 1995).
- 12 de noviembre: Grace Kelly, actriz estadounidense (f. 1982).
- 13 de noviembre: Jaime Gil de Biedma, escritor español (f. 1990).

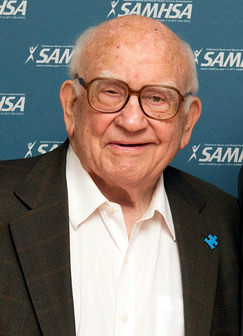
Ed Asner

- 15 de noviembre: Ed Asner, actor estadounidense (f. 2021).
- 21 de noviembre: Luis Arédez, médico pediatra, político argentino e intendente municipal del Pueblo de Ledesma en 1973, asesinado por órdenes del empresario Carlos Pedro Blaquier (f. 1977)
- 21 de noviembre: Marilyn French, escritora estadounidense (f. 2009).
- 25 de noviembre: Jorge Julio López, albañil argentino, asesinado por testificar contra el jefe de policía argentino Miguel Etchecolatz, quien lo había torturado entre 1976 y 1983 (f. 2006).
- 30 de noviembre: Dick Clark, presentador estadounidense (f. 2012).

### Diciembre
- 6 de diciembre: Javier Cortes Álvarez de Miranda, arqueólogo español (f. 2009).
- 9 de diciembre: Bob Hawke, ex primer ministro australiano (f. 2019).
- 11 de diciembre: Eduardo Schinca, dramaturgo, actor y director de teatro uruguayo (f. 2001).
- 12 de diciembre: Antunes Filho, director de teatro brasileño (f. 2019).
- 13 de diciembre: Christopher Plummer, actor canadiense (f. 2021).
- 14 de diciembre: 
  - Fernando Sebastián Aguilar, arzobispo español (f. 2019).
  - David Manzur, pintor colombiano.
- 18 de diciembre: Orlando Cantuarias, abogado y político chileno (f. 2014).
- 19 de diciembre: 
  - Lorenzo Buffon, futbolista italiano.
  - Pablo Macera, historiador peruano (f. 2020).
- 20 de diciembre: Manuel Losada Villasante, bioquímico y biólogo español.
- 23 de diciembre: Chet Baker, trompetista y cantante estadounidense de jazz (f. 1988).
- 24 de diciembre: José Carol Archs, escritor español (f. 2019).
- 27 de diciembre: Lucio Muñoz, pintor español (f. 1998).
- 29 de diciembre: Jaime Gómez, futbolista mexicano (f. 2008).
- 31 de diciembre: 
  - Agustín Acosta Lagunes, político mexicano (f. 2011).
  - Enrique Sobisch, pintor y dibujante argentino (f. 1989).

### Fechas desconocidas
- Leoncio Evita Enoy, escritor e intelectual ecuatoguineano (f. 1996).
- Jorge Wehbe, político argentino, último ministro de Economía de la dictadura cívico-militar argentina (f. 1998).

## Fallecimientos

### Enero
- 13 de enero : Wyatt Earp, alguacil estadounidense (n. 1848).

### Febrero
- 6 de febrero: María Cristina de Habsburgo-Lorena, aristócrata austriaca, reina consorte de España (n. 1858).
- 11 de febrero: Juan II, aristócrata liechtensteniano.

### Marzo
- 15 de marzo: Pinetop Smith, pianista y compositor estadounidense de blues (n. 1904).
- 25 de marzo: Robert Ridgway, ornitólogo estadounidense (n. 1850).
- 27 de marzo: Charles Henry Brent, obispo episcopaliano de Estados Unidos y promotor de la guerra contra las drogas. (n. 1862)

### Abril
- 4 de abril: Karl Benz, empresario alemán, uno de los inventores de vehículo moderno (n. 1844).
- 22 de abril: Odón Mijálovich, compositor y educador musical húngaro (n. 1842).

### Mayo
- 2 de mayo: José María Rubio, jesuita y santo español (n. 1864).
- 7 de mayo: Nemesio Camacho, abogado, político y empresario colombiano (n. 1869).
- 31 de mayo: Aníbal González Álvarez Ossorio, arquitecto español (n. 1876).

### Junio
- 21 de junio: Leonard Trelawny Hobhouse, político y sociólogo, teórico del new liberalism (n. 1864).

### Julio
- 1 de julio: Venceslau de Moraes, militar, diplomático y escritor portugués (n. 1854).
- 14 de julio: Hans Delbrück, historiador alemán (n. 1848).

### Agosto
- 13 de agosto: Eusebius Mandyczewski, compositor y musicólogo austriaco (n. 1857).

### Septiembre
- 8 de septiembre: Domingo Rivero, poeta español (n. 1852).
- 23 de septiembre: Richard Zsigmondy, químico austríaco, premio nobel de Química en 1925 (n. 1865).

### Octubre
- 3 de octubre: Gustav Stresemann, político alemán, premio nobel de la Paz en 1926 (n. 1878).
- 8 de octubre: Jacek Malczewski, pintor polaco (n. 1854).
- 26 de octubre: Aby Warburg, historiador alemán (n. 1866).

### Noviembre
- 14 de noviembre: Kamala, niña bengalí autista, supuestamente criada por lobos (n. 1912).
- 18 de noviembre: T. P. O'Connor, político y periodista irlandés.

### Diciembre
- 8 de diciembre: José Vicente Concha, presidente colombiano (n. 1867).
- 11 de diciembre: Efrén Rebolledo, escritor y diplomático mexicano (n. 1877).

### Fechas desconocidas
- Rafael Barradas (39) pintor español, premiado en Francia (1925) e Italia (1927).

## Arte y literatura
- Ernest Hemingway: Adiós a las armas.
- Rómulo Gallegos: Doña Bárbara.
- Martín Luis Guzmán: La sombra del caudillo.
- Agatha Christie: El misterio de las siete esferas y Matrimonio de sabuesos.
- Antoine de Saint-Exupéry: Correo del Sur.
- Alfred Döblin: Berlin Alexanderplatz.
- William Faulkner: El ruido y la furia.
- Dashiell Hammett: Cosecha roja.
- Alberto Moravia: Los indiferentes.
- Jacinto Benavente: Vidas cruzadas (obra de teatro).
- En Córdoba (España) se inaugura del monumento al duque de Rivas, obra de Mariano Benlliure.
- En San Sebastián (España), José Manuel Aizpúrua diseña uno de los más importantes ejemplos de arquitectura racionalista en España, el edificio del Club Náutico de San Sebastián.
- David Manzur (Pintor Colombiano)

## Ciencia y tecnología
- Edwin Hubble descubre galaxias más allá de la Vía Láctea alejándose de la Tierra.
- Hans Berger: Electroencefalografía.
- Heidegger: ¿Qué es metafísica?
- Bertrand Russell: Ética y moral.
- IBM construye el calculador estadístico.
- Ernst Schwarz describe el Bonobo (Pan paniscus) como especie distinta del chimpancé (Pan troglodites), ambas muy filogenéticamente relacionadas con el hombre.

## Cine
- Un perro andaluz (Un chien andalou), de Luis Buñuel.
- El desfile del amor (The Love Parade), de Ernst Lubitsch.
- Los cuatro cocos (The Coconuts), de Robert Florey y Joseph Santley (con los Hermanos Marx).
- La muchacha de Londres o Chantaje (Blackmail), de Alfred Hitchcock.
- Y el mundo marcha, de King Vidor.
- La melodía de Broadway gana el Oscar a la mejor película.
- Orquídeas salvajes (Wild Orchids), de Sidney Franklin.
- Oriente (Where East Is East), de Tod Browning.
- La reina Kelly (Queen Kelly), de Erich Von Stroheim.
- Three Live Ghosts, The Valley of Decision, de Thornton Freeland.
- El Capitán Drummond (Bulldog Drummond), de F. Richard Jones.
- Disraeli, de Alfred E. Green.
- El hombre de la cámara, de Dziga Vertov.
- El misterio de la puerta del sol , primer largometraje sonoro del cine español.

## Deporte
- 10 de febrero: en España comienza la primera liga española de fútbol, que gana el FC Barcelona.
- 28 de abril: en Quito (Ecuador) se funda el Club Sport Emelec.
- 7 de agosto: en Lima (Perú) se crea el club Universitario de Deportes
- Ajedrez: el moscovita Aleksandr Alejin (1892-1946) se proclama campeón del mundo.

## Premios Nobel
- Física: Louis-Victor de Broglie.
- Química: Arthur Harden, Hans Karl August Simon von Euler-Chelpin
- Medicina: Christiaan Eijkhtiman, Sir Frederick Gowland Hopkins
- Literatura: Thomas Mann.
- Paz: Frank Billings Kellogg.